# سارة إليس
سارة إليس هي كاتبة للأطفال وكاتِبة كندية، ولدت في 19 مايو 1952 في فانكوفر في كندا.